# Nucleo Antisequestri della Polizia di Stato
Il Nucleo Antisequestri della Polizia di Stato (N.A.P.S.) è stata un'unità speciale della Polizia di Stato Italiana, specializzata in missioni di infiltrazione, rastrellamento, ricerca e appostamento nelle aree montuose più impervie dell'Aspromonte, finalizzate alla localizzazione di sequestratori e al recupero degli ostaggi.

## Storia
Le manifestazioni pubbliche e coraggiose di Angela Casella, nota come "Mamma Coraggio", in seguito al sequestro del figlio Cesare Casella avvenuto in Calabria nel 1988, portarono all'attenzione dell'opinione pubblica la gravità e il dramma dei sequestri di persona. Questo episodio scosse profondamente gli animi e spinse l'allora Ministro dell'Interno Vincenzo Scotti a istituire, nel giugno del 1989, i N.A.P.S. La sua creazione fu, dunque, una risposta decisa, violenta e diretta dello Stato Italiano al crescente numero di sequestri di persona in Calabria durante gli anni Ottanta, con particolare enfasi sulla provincia di Reggio Calabria. 
Inizialmente, il nucleo aveva due sedi operative:
- Sede di Siderno: designata come base investigativa.
- Sede di Bovalino: designata a centro operativo.

In quegli anni la città di Bovalino venne considerata come "la capitale italiana dei sequestri di persona". Successivamente, furono aperti distaccamenti a Canolo Nuovo, Gambarie d'Aspromonte e Terranova Sappo Minulio. All'interno di queste aree montane gli operatori erano stabiliti in piccoli prefabricati, generalmente lontani dai centri abitati, dove passavano la giornata in vista dell'operazione successiva. Le operazioni venivano pianificate e coordinate in collaborazione con altre forze dell'ordine, come i Carabinieri e la Guardia di Finanza, attraverso il Comitato Provinciale per l'Ordine e la Sicurezza Pubblica di Reggio Calabria. 
Alcune operazioni condotte dalla sezione di Bovalino si rivelarono particolarmente efficaci. Tra i successi si annoverano il ritrovamento di Carlo Celadon nei pressi del crocefisso di Zervò, lo studente di Arzignano liberato nel 1990, e il salvataggio dell'imprenditore Domenico Antonio Gallo di Bovalino, liberato nelle campagne di Bruzzano Zeffirio dopo circa un mese di prigionia nel 1991. Altri interventi di rilievo includono la liberazione di Roberta Ghidini, sequestrata per 29 giorni, e quella di Paolo Canale, avvenuta dopo uno scontro a fuoco con i sequestratori, che portò all’arresto di tutti i membri della cosca Strangio. Dal 1991, il reparto subì una riorganizzazione, trasformandosi nel "Nucleo Anticrimine della Polizia di Stato", mantenendo lo stesso acronimo ma acquisendo nuove funzioni operative, tra cui la possibilità di perquisire edifici di grandi dimensioni e cinturare interi paesi.

## Gli operatori
Gli operatori del N.A.P.S. erano altamente addestrati e preparati per combattere la criminalità organizzata, grazie a corsi specifici in discipline come arrampicata, alpinismo, orientamento e tecniche di esfiltrazione tramite elicottero, indispensabili per affrontare le difficili condizioni ambientali dell'area aspromontana. Le operazioni di ricerca degli ostaggi e dei rifugi dei sequestratori iniziavano solitamente alle prime ore del mattino, intorno alle 4:00, con squadre che si inoltravano a piedi nella fitta vegetazione alla ricerca di tracce o nascondigli. Quando possibile, venivano utilizzati veicoli fuoristrada e moto da cross per percorrere sentieri remoti e non asfaltati, attraversando i piccoli centri dell'entroterra ionico. Durante quel periodo, furono impiegate fino a 120 unità per garantire un pattugliamento efficace delle zone montane.

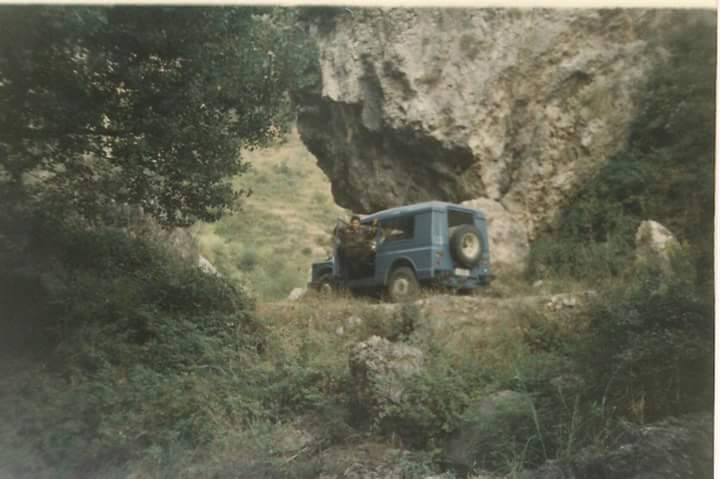
Operatore N.A.P.S con fuoristrada e divisa vegetata.

Data la natura fitta boschiva dell'Aspromonte, gli operatori del N.A.P.S. erano chiamati a mimetizzarsi con l'ambiente circostante durante i pattugliamenti, sia diurni che notturni. Per questo motivo, indossavano uniformi non usuali alla Polizia di Stato, caratterizzate da colori grigi scuri o da una mimetizzazione vegetata, simili a quelle in uso alle forze militari. Anche l’equipaggiamento era adattato alle esigenze operative: gli agenti disponevano di armi automatiche e visori notturni essenziali per garantire l'efficacia delle operazioni in mancanza di luce solare.

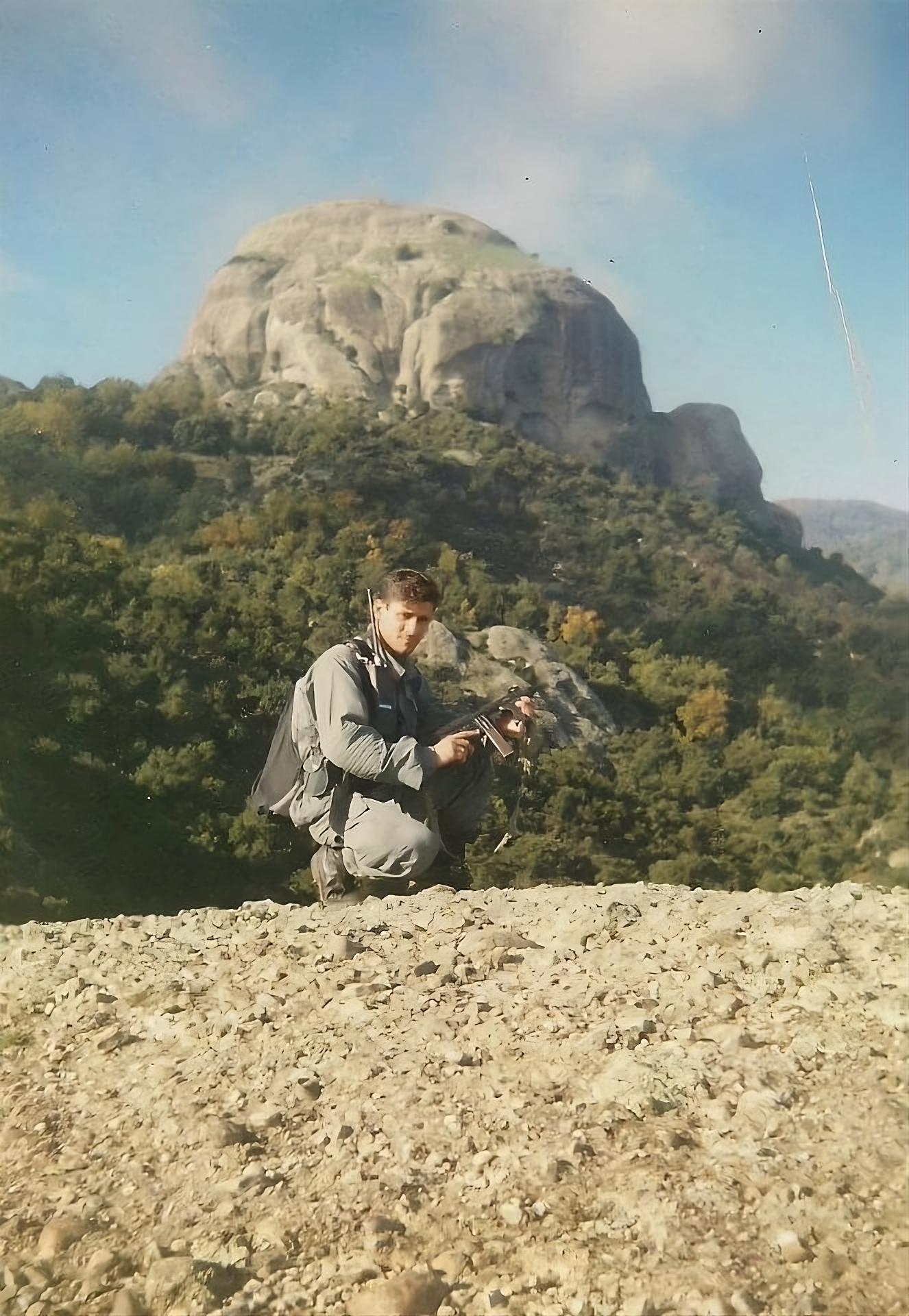
Operatore N.A.P.S con divisa grigio scuro ed equipaggiamento tattico durante un'esplorazione in Aspromonte

### Le difficoltà quotidiane
Gli operatori del N.A.P.S. affrontavano numerose difficoltà nelle loro attività quotidiane, spesso legate alle condizioni ambientali e logistiche. Come riportato in una testimonianza:
"Chi viveva nei due distaccamenti montani era isolato, al di fuori del mondo. Gli alloggi erano costituiti da prefabbricati industriali situati in montagna, rendendo la vita di chi vi operava molto dura. Si era costretti a vivere in condizioni estreme: le stanze erano piccolissime e le temperature molto basse, anche durante l’estate....Quel tipo di poliziotto era diverso da come viene concepito oggi: era un ibrido tra militare e forestale, che si sentiva quasi uno straniero in una terra di nessuno"
Queste condizioni rendevano il servizio estremamente impegnativo, sia fisicamente che psicologicamente.